# Штокавское наречие
Што́кавское наре́чие (сербохорв. штокавско наречје/нарјечје / štokavsko narečje/narječje, серб. штокавско наречје/нарјечје, хорв. štokavsko narječje, босн. štokavsko narečje, черног. штокавско наречје) — основное наречие сербско-хорватского языкового континуума, на котором базируются литературные нормы сербского, хорватского, боснийского и черногорского языков. Штокавское наречие распространено в Сербии, Боснии и Герцеговине, Черногории, на большей части Хорватии, а также в некоторых районах Венгрии и Румынии. Два других наречия сербско-хорватского языкового континуума, кайкавское и чакавское, встречаются в основном на территории Хорватии и часто рассматриваются как наречия хорватского языка.
Название наречия происходит от произношения местоимения («чта», «шта»), («что» — «što / што»), в отличие от кайкавского («кай» — «kaj») и чакавского («ча» — «ča»).

## Область распространения

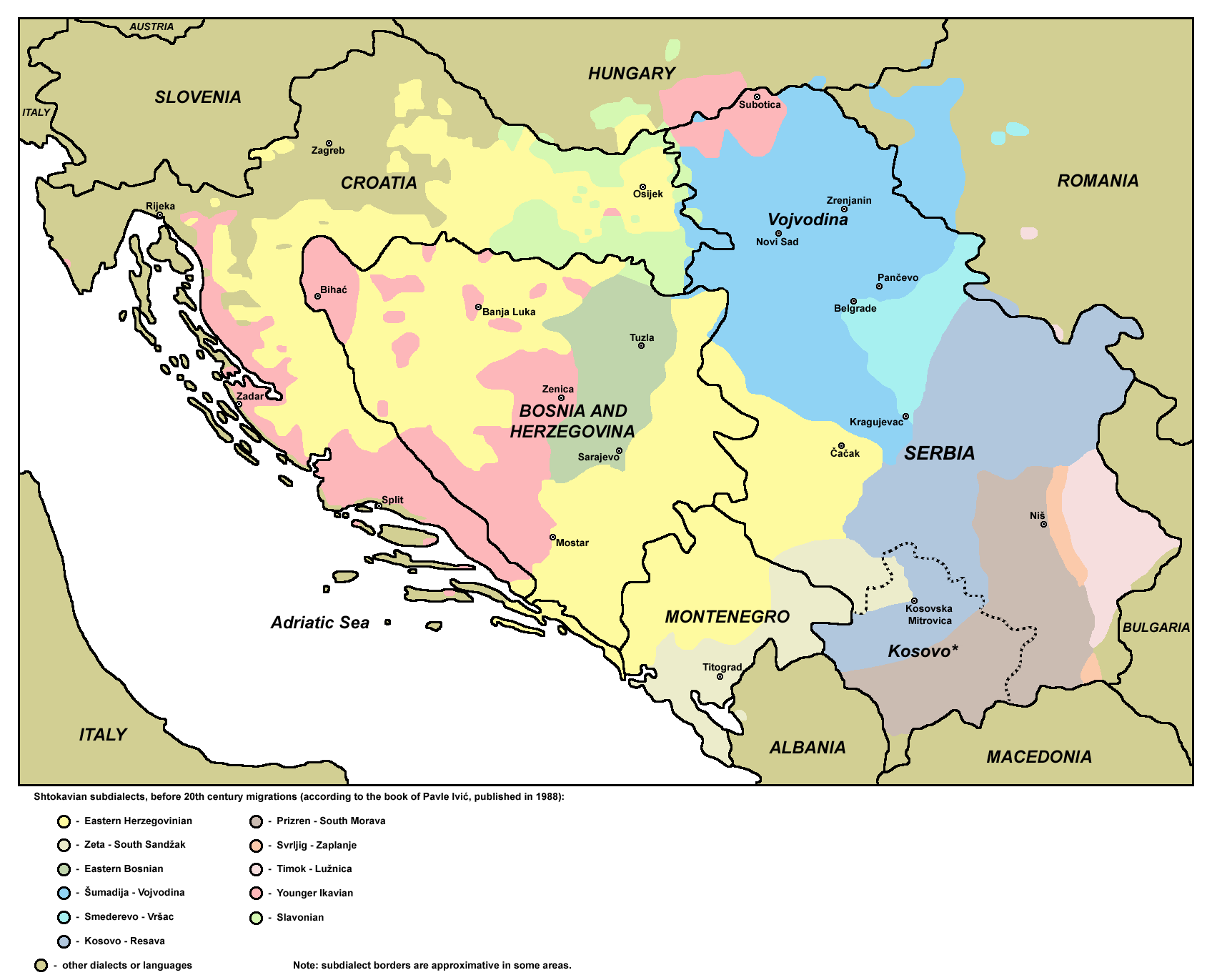
Штокавские диалекты

Вся территория Сербии, Боснии и Герцеговины и Черногории. В Хорватии штокавщина распространена в Славонии и чуть западнее её, где граница с кайкавскими диалектами сильно размыта; на большей части Лики и центральной и южной Далмации (за исключением почти всех островов и некоторых участков побережья, где говорят по-чакавски), а также на Элафитских островах и Млете. Хорваты, проживающие в Боснии и Герцеговине, также говорят на штокавском наречии. Всего по-штокавски говорит 57 % хорватов.

## Диалекты
Штокавское наречие неоднородно и подразделяется на восемь диалектов, которые сведены в две большие группы — староштокавские и новоштокавские диалекты. Дополнительную сложность в классификацию привносит произношение праславянского ять. Он может произноситься как «э» (экавское произношение, сербский стандарт), «е» или «ие» (иекавское произношение, литературная хорватская норма), а также «и» (икавское произношение, часть хорватов и боснийцев).
Современный литературный сербский базируется на шумадийско-воеводинском диалекте (экавском), литературный хорватский и боснийский на восточногерцеговинском (иекавский рагузанский поддиалект). Литературная норма черногорского языка ещё находится в процессе становления, присутствуют черты зетско-рашкского и восточногерцеговинского диалектов. Самым крупным диалектом по числу говорящих является восточногерцеговинский, за ним следует шумадийско-воеводинский.

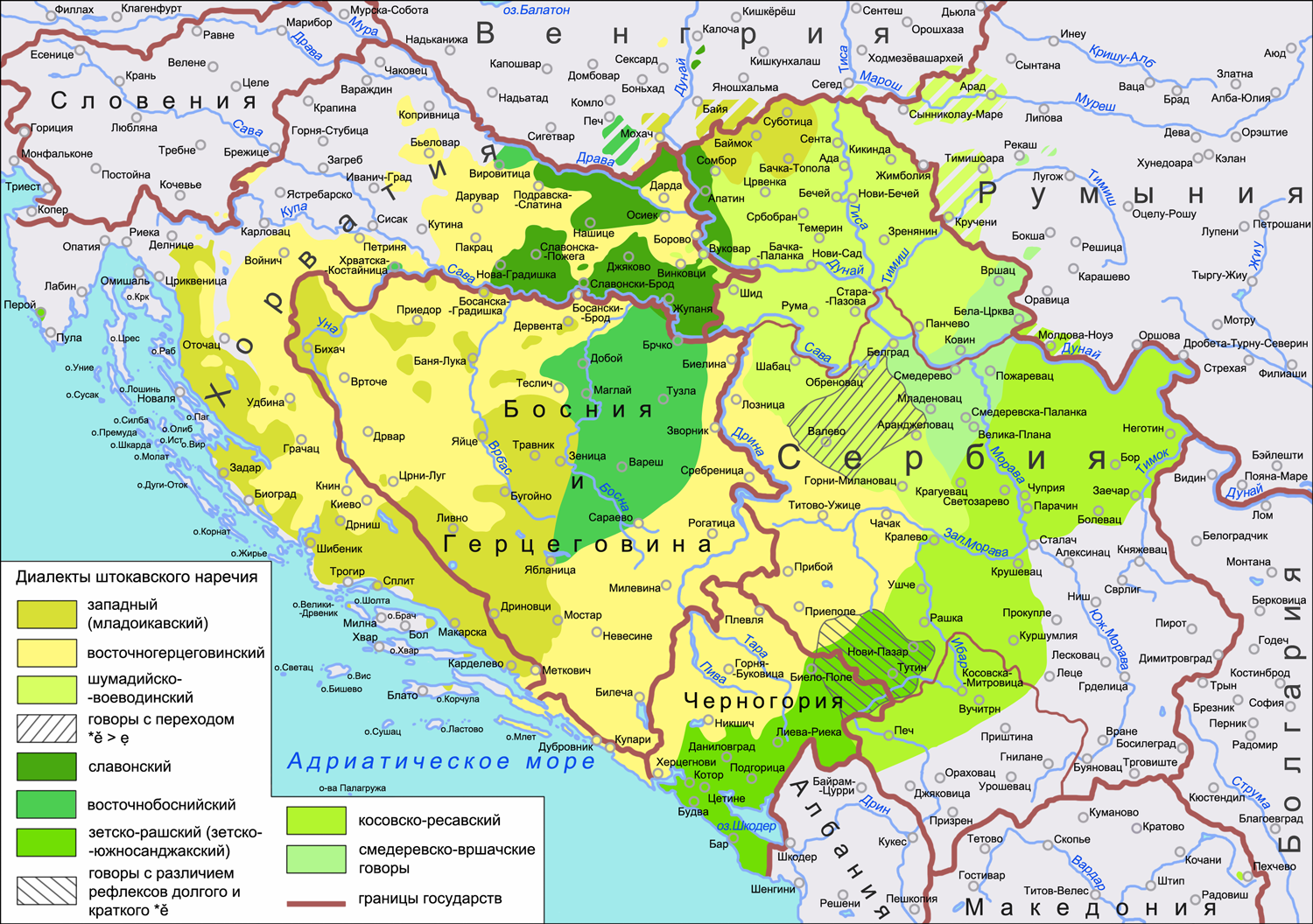
Карта распространения штокавских диалектов

Торлакский диалект (призренско-тимокский) обладает особым своеобразием, он содержит большое число черт, сближающих его с болгарским и македонским языками. Торлакский служит переходным диалектом от штокавского к болгарско-македонскому континууму и часто рассматривается как самостоятельное наречие сербохорватского языка. Торлакское наречие находится в ситуации диалектного континуума со штокавским наречием и входит скорее в сербохорватскую диасистему, чем в болгаро-македонскую, так как сербский является для него «языком-крышей».
Диалект Смедерево близок к косовско-ресавской группе, однако некоторыми исследователями выделяется из неё. Также иногда отдельно от восточногерцеговинской группы рассматривается рагузанский (дубровникский) диалект.
Староштокавские:
| Название диалекта    | Произношение «ять»               | География                                                          |
| -------------------- | -------------------------------- | ------------------------------------------------------------------ |
| Призренско-тимокский | Экавское                         | Юго-восточная Сербия                                               |
| Славонский           | Смешанное, преобладает икавское  | Отдельные регионы Славонии                                         |
| Восточнобоснийский   | Смешанное, преобладает иекавское | Центр Боснии (Сараево, Тузла, Зеница)                              |
| Зетско-рашский       | Смешанное, преобладает иекавское | Восточная часть Черногории, южная часть Рашки                      |
| Косовско-ресавский   | Преимущественно экавский         | Юг Сербии, западная и северная часть Косово, окрестности Смедерево |

Новоштокавские:
| Название диалекта       | Произношение «ять» | География                                                             |
| ----------------------- | ------------------ | --------------------------------------------------------------------- |
| Младоикавский           | Икавское           | Далмация, Лика, западная Босния (Бихач)                               |
| Шумадийско-воеводинский | Экавское           | Воеводина, северо-западная Сербия, Белград.                           |
| Восточногерцеговинский  | Иекавское          | Западная Сербия, западная Черногория, Дубровник, центральная Хорватия |

Таблица этнического распределения штокавских диалектов:
| Группа          | Диалект                 | Сербский | Хорватский | Боснийский | Черногорский |
| --------------- | ----------------------- | -------- | ---------- | ---------- | ------------ |
| Староштокавские | Косовско-ресавский      | x        |            |            |              |
| Староштокавские | Зетско-рашский          | x        |            | x          | x            |
| Староштокавские | Славонский              |          | x          |            |              |
| Староштокавские | Восточнобоснийский      |          | x          | x          |              |
| Новоштокавские  | Шумадийско-воеводинский | x        |            |            |              |
| Новоштокавские  | Младоикавский           |          | x          | x          |              |
| Новоштокавские  | Восточногерцеговинский  | x        | x          | x          | x            |

## История

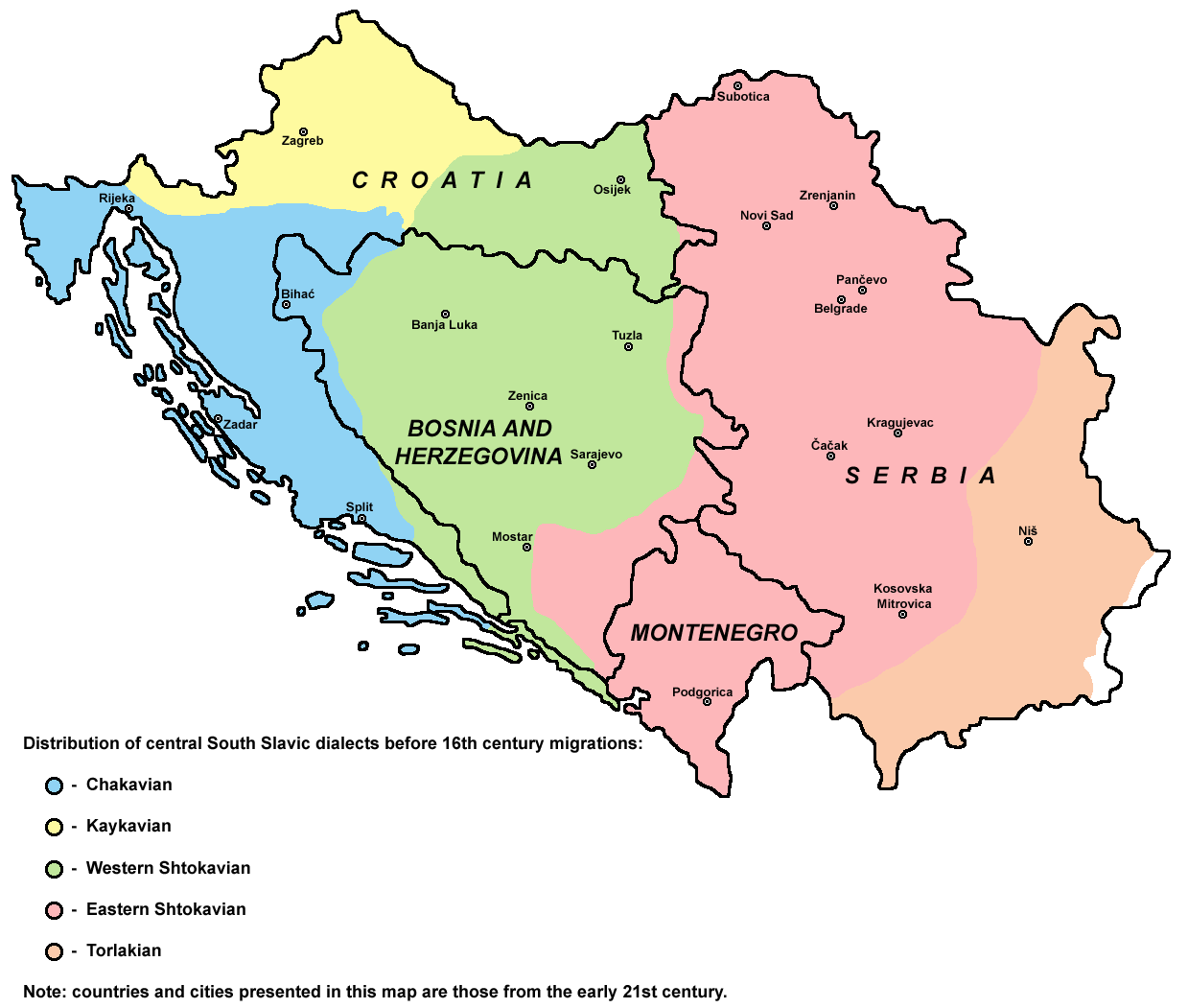
Сербско-хорватские диалекты в XV веке до начала миграций. Западно-штокавский выделен зелёным, восточно-штокавский — розовым

Прото-штокавское наречие возникло в XII веке. В последующие века штокавский разделился на две зоны, западную (большая часть современных Боснии и Славонии) и восточную (современные Сербия и Черногория). Старо-штокавский диалект сформировался к середине XV века, современные старо-штокавские диалекты близки к нему. Исторически штокавщина занимала меньшую территорию, чем сейчас, на большей части территории современной Хорватии (за вычетом Славонии и Дубровника) говорили на кайкавском и чакавском наречиях. Однако за последние 5 веков территория штокавщины сильно расширилась, потеснив два других диалекта сербскохорватского. Значительную роль в этом сыграли массовые миграции, начавшиеся на Балканах после начала турецких вторжений. После этих миграций, приводивших к смешениям диалектов штокавского наречия, начали формироваться ново-штокавские диалекты.
Сербский и хорватский литературные языки были стандартизированы в середине XIX века, и оба на основе штокавщины. В стандартизации сербского языка главную роль сыграл Вук Караджич, хорватского — Людевит Гай.